# 海洋领地 (威尼斯)

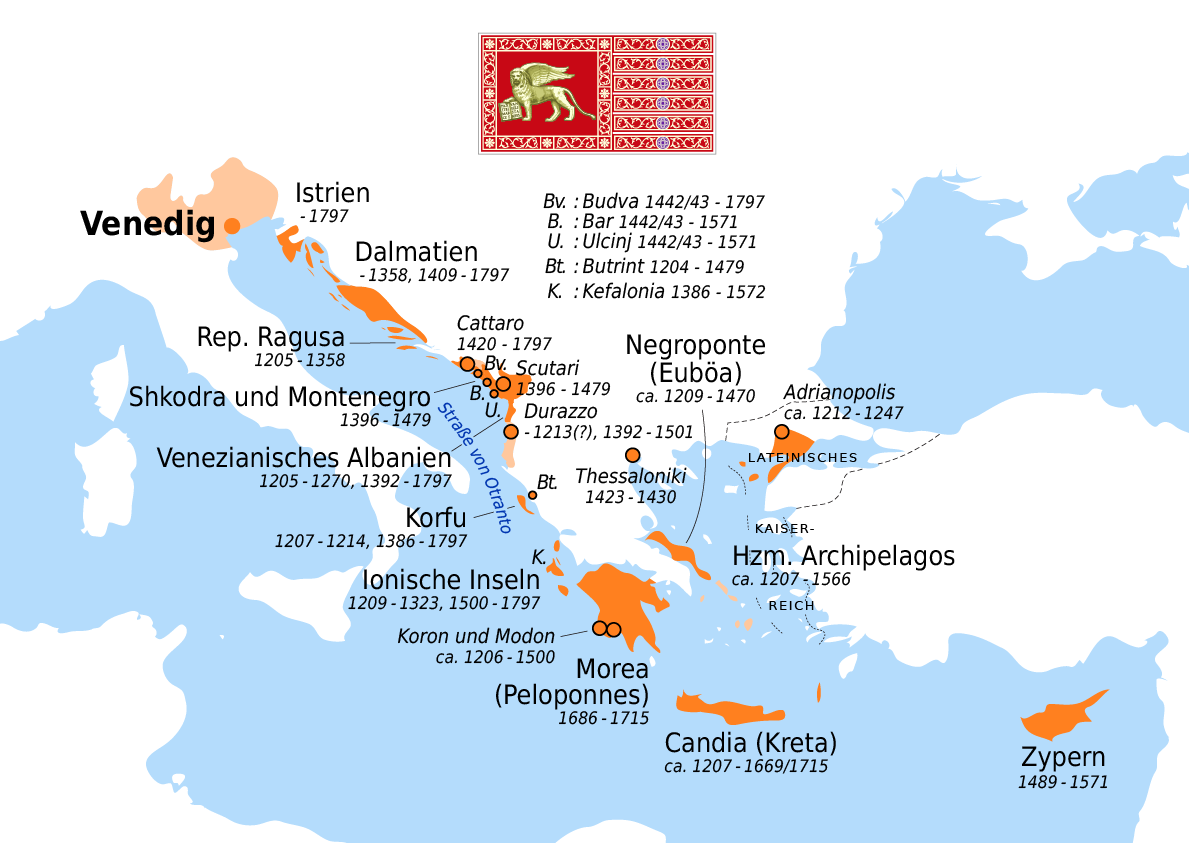
威尼斯的海洋領地

海洋领地（義大利語：Stato da Màr；Domini da Mar），是指1000年至1797年期間威尼斯共和国的海外领地，包括伊斯特拉半島、達爾馬提亞、蒙特內哥羅、阿尔巴尼亚、伊奧尼亞群島、伯罗奔尼撒、克里特岛、基克拉泽斯群岛、埃维亚岛以及賽普勒斯。 
海洋领地是威尼斯共和国的三个部分之一，另外兩個部分是总督领（威尼斯本身）与陆上领地（在意大利陆上的领地）。